# San Cipriano Picentino
San Cipriano Picentino is een gemeente in de Italiaanse provincie Salerno (regio Campanië) en telt 6489 inwoners (31-12-2004). De oppervlakte bedraagt 17,4 km², de bevolkingsdichtheid is 351 inwoners per km².
De volgende frazioni maken deel uit van de gemeente: Filetta, Campigliano.

## Demografie
San Cipriano Picentino telt ongeveer 2099 huishoudens. Het aantal inwoners steeg in de periode 1991-2001 met 22,4% volgens cijfers uit de tienjaarlijkse volkstellingen van ISTAT.
| Jaar | Inwoneraantal |
| ---- | ------------- |
| 1991 | 4883          |
| 2001 | 5978          |

## Geografie
San Cipriano Picentino grenst aan de volgende gemeenten: Castiglione del Genovesi, Giffoni Sei Casali, Giffoni Valle Piana, Salerno, San Mango Piemonte.